# St. Michael (Waldniel)

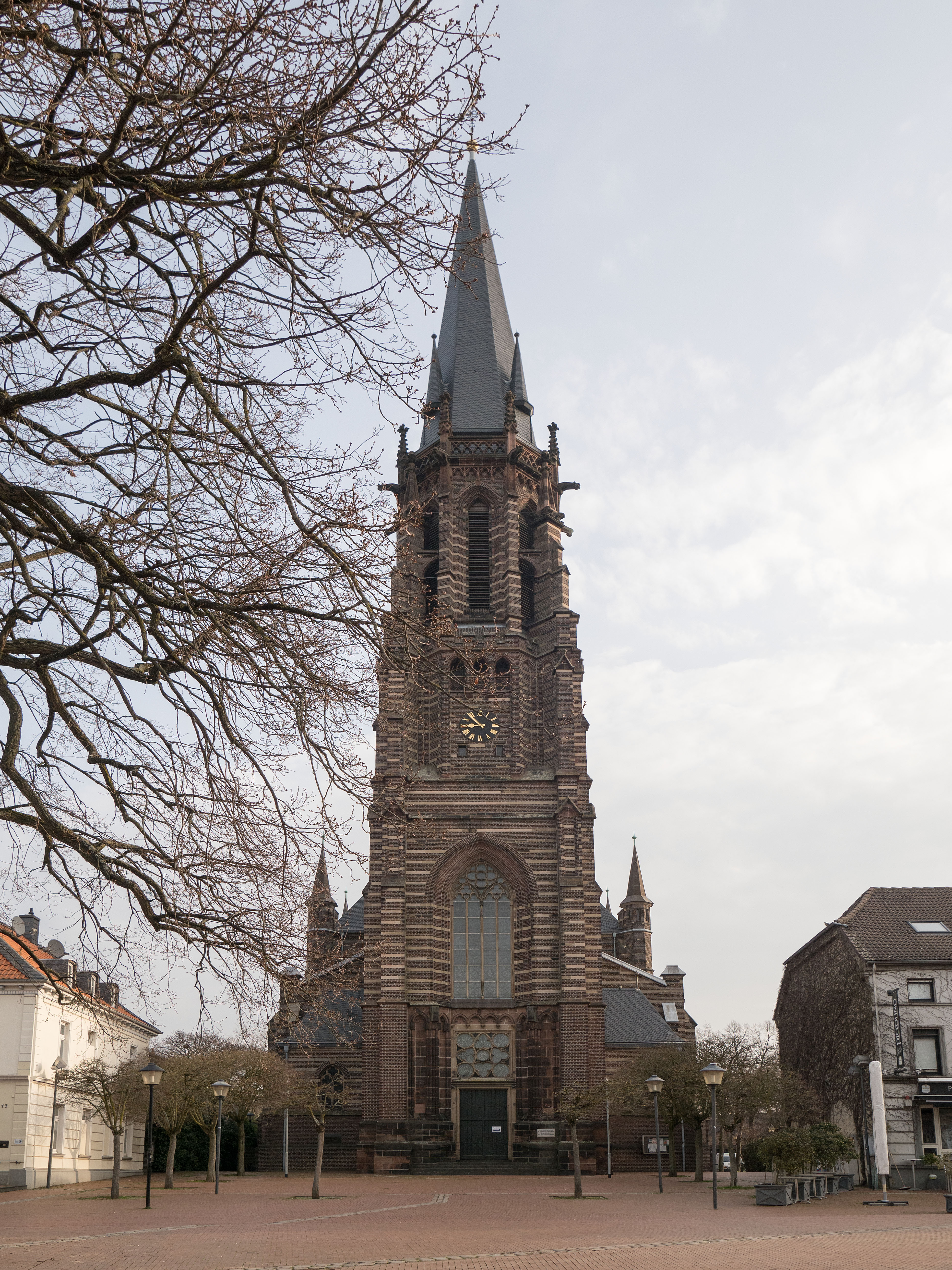
Monumentale Turmfassade der Pfarrkirche St. Michael am Marktplatz von Waldniel

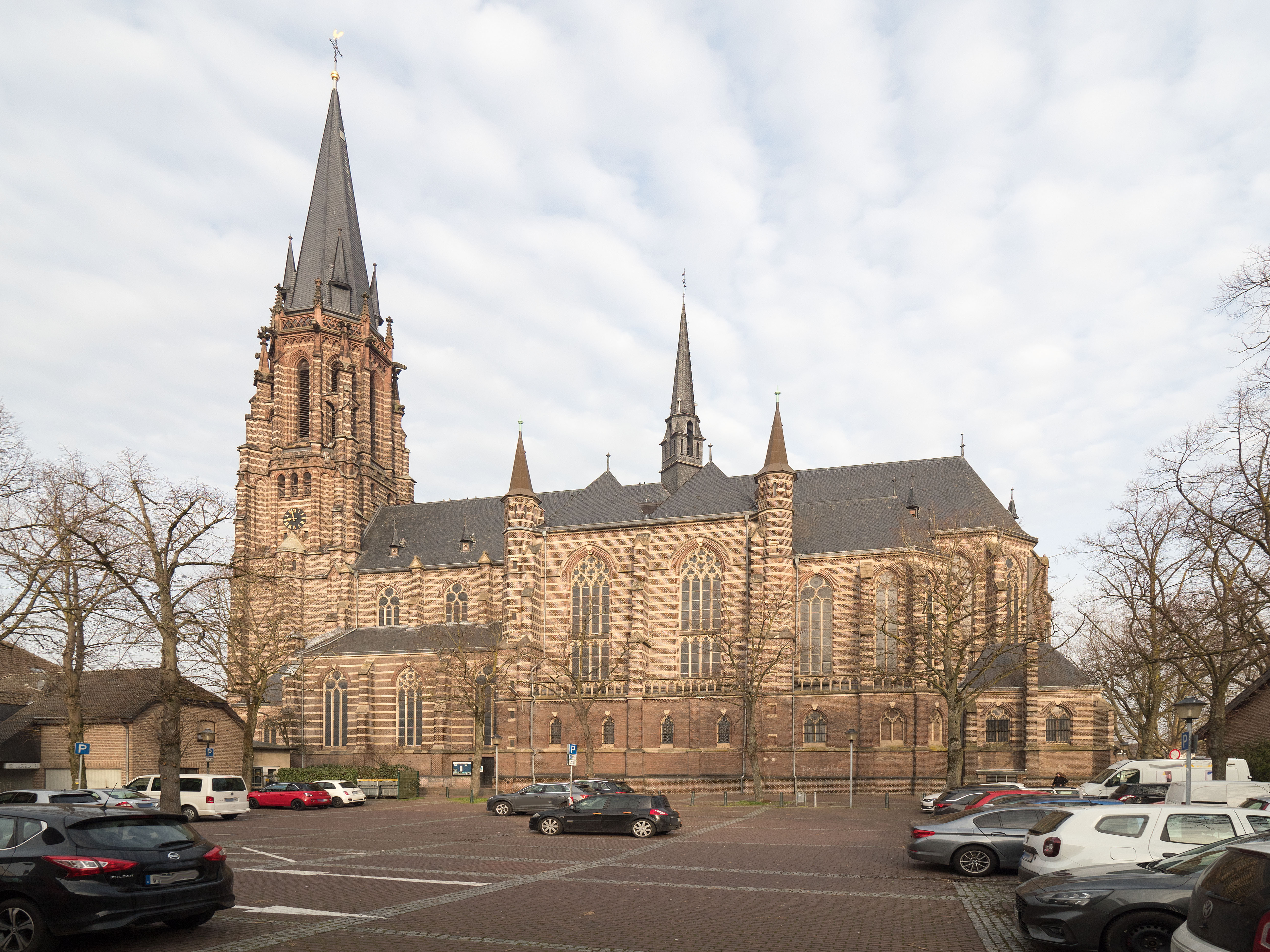
Seitenansicht von Turm und Langhaus

St. Michael, volkstümlich „Schwalmtaldom“, ist eine römisch-katholische Pfarrkirche in Waldniel, Gemeinde Schwalmtal, am Niederrhein.

## Geschichte, Baubeschreibung
Die erste Pfarre von Waldniel wurde vermutlich Ende des 7. oder Anfang des 8. Jahrhunderts gegründet und im Jahr 1255 erstmals urkundlich erwähnt. Zunächst dürfte sie ein einfaches (hölzernes) Versammlungsgebäude gewesen sein, das im 14. Jahrhundert einem Backsteinbau wich. Diese „Alte Kirche“, die ebenfalls dem Patron St. Michael geweihte Vorgängerin des heutigen Kirchenbaus auf der gegenüberliegenden Seite des Marktplatzes, war ein dreischiffiges spätgotisches Langhaus von 33,3 Meter Länge, 17,69 Meter Breite und einer Höhe des westlich vorgelagerten Turms von rund 38 Metern. Das Gebäude mit Außenmauern aus Ziegel und Tuffsteinbändern, das baugeschichtlich der „Dülkener Gruppe“ von mittelalterlichen Dorfkirchen der Region zugeordnet wurde, war von einem Kirchhof umgeben. Nachdem die Kirchengemeinde den heutigen Kirchenbau als Gotteshaus bezogen hatte, verfiel der Altbau und wurde 1896 abgerissen.
Die heutige Pfarrkirche ist dreischiffige Backsteinbasilika der späten Neugotik. Ihr Grundstein wurde am 29. September 1878 gelegt. Nach Plänen des Kölner Diözesanbaumeisters Heinrich Wiethase wurde sie in fünfjähriger Bauzeit errichtet und am 1. Mai 1883 eingeweiht. Der im Westen vorgesetzte, mit Lisenen verzierte, 84 Meter hohe Kirchturm mit auskragenden Wasserspeiern hat vier Geschosse, die auf einer quadratischen Basis fußen und in ein Oktogon übergehen. Das als lichte Halle errichtete Querhaus reicht über zwei Joche. 
Das Gebäude, das als ein Hauptwerk des Ungewitter- und Statz-Schülers Wiethase gilt, wurde am 17. Oktober 1984 als Baudenkmal eingetragen.

## Ausstattung

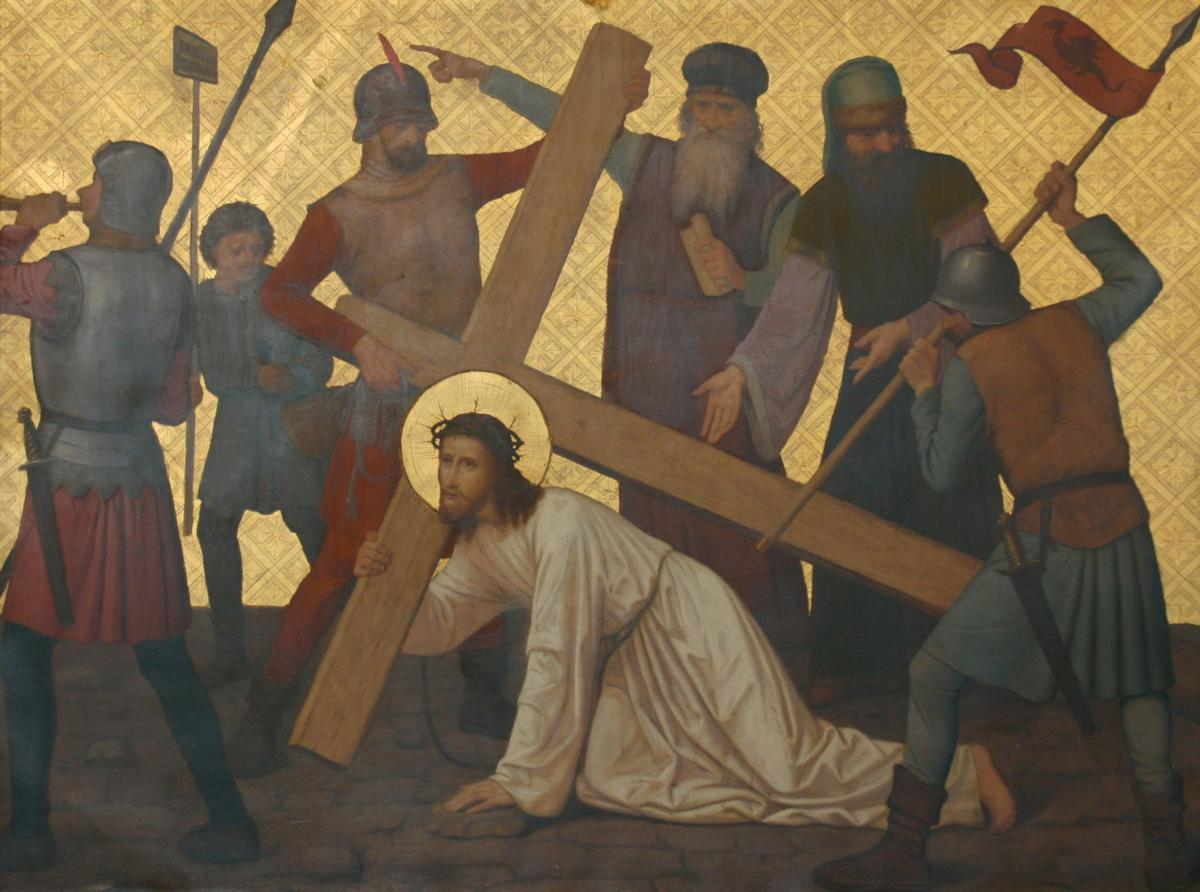
Jesus fällt zum ersten Mal, Kreuzwegstation von Peter Heinrich Windhausen, 1889/1890

Als Mobiliar wurde zunächst die Ausstattung der alten Kirche benutzt. Kommunionbänke, Sitzbänke und das hölzerne Evangelienpult wurden durch neugotische Objekte nach Entwürfen des Architekten Wiethase nach und nach ersetzt und sind bis heute erhalten. Die Beichtstühle datieren 1890 und 1895. Die historische Ausmalung aus dem Jahr 1916 wurde im Zuge einer Restaurierung in den 1980er Jahren wieder freigelegt. Die historischen Glasfenster existieren nicht mehr. Erhalten ist ein barockes Kreuz vom Ende des 17. Jahrhunderts, das zur Ausstattung der alten Kirche gehört hatte. Als besonders kostbare Ausstattung gilt ein niederrheinisches Vesperbild aus der Zeit um 1500, das ikonografisch als einzigartige Kombination aus Anna selbdritt und Pietà anzusprechen ist. 
Der neogotische Hochaltar aus dem Jahr 1892 mit Szenen aus dem Alten Testament sowie Darstellungen aus dem Leben Jesu und der thronenden Dreifaltigkeit stammt aus der Werkstatt des Friedrich Kramer (1837–1902) in Kempen, ebenso wie die neogotische Kanzel (1894). 1913 erhielt der Mittelteil des Hochaltars seine heutige Gestalt durch Ferdinand Langenberg aus Goch. Die von dem gebürtigen Burgwaldnieler Peter Heinrich Windhausen gemalten Seitenflügel des Hauptaltars zeigen die Christnacht und die Anbetung durch die heiligen drei Könige. Die beiden neogotischen Seitenaltäre, die der Gottesmutter (1898) und dem heiligen Josef (1901) geweiht sind, wurden in der Werkstatt des Ferdinand Langenberg gefertigt, ebenso die Orgelbühne (1906). Die Seitenflügel des Josefsaltars schuf Paul Windhausen (1871–1944). Der Kreuzweg (1889/1890) ist ein Werk von Peter Heinrich Windhausen und seinen Söhnen. Vorne im Chor steht ein moderner Zelebrationsaltar des Kölner Künstlers Egino Weinert. Die neue Buntverglasung der Kirchenfenster schuf Walter Benner.
Die große Orgel (1967) mit drei Manualen, 40 Registern und 3013 Pfeifen stammt aus der Werkstatt Romanus Seifert & Sohn aus Kevelaer. Eine seit 2001 im Chor befindliche kleine Orgel (1884), die über zwei Manuale und zehn Register verfügt, stammt aus Culcheth, England. Im Kirchturm hängt ein Geläut aus der Glockengießerei Otto (1883 und 1959/1960).

## Pfarrer
Folgende Priester wirkten bislang als Pfarrer an St. Michael:
- 1928–1951: Josef Möhlen
- 1951–1963: Karl Werner
- 1963–1974: Clemens Wittrock
- 1974–2002: Karl Wilhelm Koerschgens (gemeinsam ab 1990 mit Pfr. Kursawa)
- 1990–2018: Wilhelm Kursawa (gemeinsam bis 2002 mit Pfr. Koerschgens, ab 2002 mit Pfr. Aymanns)
- 2002–2018: Thorsten Aymanns (gemeinsam mit Pfr. Kursawa)
- 2018–2019: Raphael Häckler
- 2019–2024: Johannes Quadflieg (Administrator)
- Seit 2024: P. Damian Ugwuanyi SMMM (Administrator)